# 巴西狼牙脂鯉
巴西狼牙脂鯉（学名：Acestrorhynchus isalineae）為輻鰭魚綱脂鯉目脂鯉亞目狼牙脂鯉科的其中一個種，分布於南美洲巴西馬得拉河流域，體長可達10.1公分，棲息在河川底中層水域，生活習性不明。